# Myzomela erythromelas
El mielero ventrinegro (Myzomela erythromelas) es una especie de ave paseriforme de la familia Meliphagidae endémica de Nueva Bretaña.

## Distribución
Esta especie se localiza únicamente en la isla de Nueva Bretaña, en el archipiélago de Bismarck.